# 鐵原郡

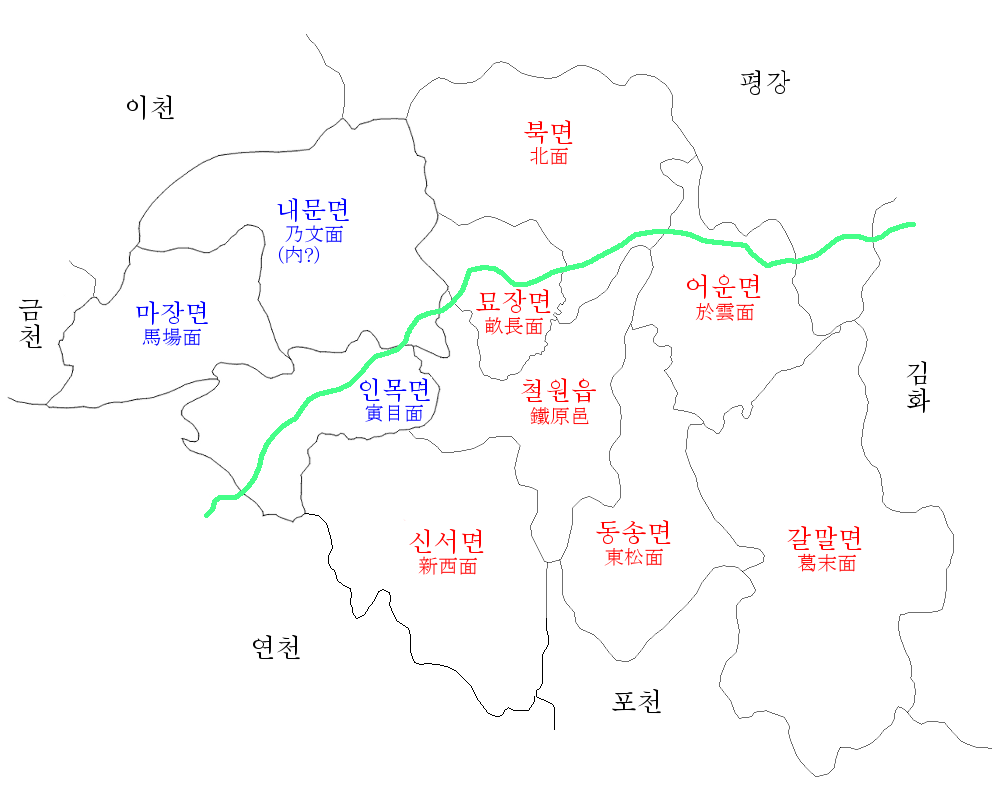
1932年－1945年的鐵原郡。貫穿的綠線為後軍事分界線，藍色的三個面（馬場面、寅目面、乃文面）自京畿道朔宁郡併入鐵原郡

鐵原郡（：／）是位於朝鮮半島江原道西北部的郡。居朝鮮半島中部，自古即受重視，曾是弓裔所建後高句麗的都城。朝鲜王朝時發展為包含江原道西北部的中心，朝鮮日治時期發展為京元線鐵道與道路交叉的交通樞紐。
鐵原郡全境位於北纬38度线以北，第二次世界大战日本投降後不久的1945年9月2日歸蘇聯民政廳管轄，分南北兩部份。鐵原郡現由大韩民国與朝鲜民主主义人民共和国分治。

## 歷史

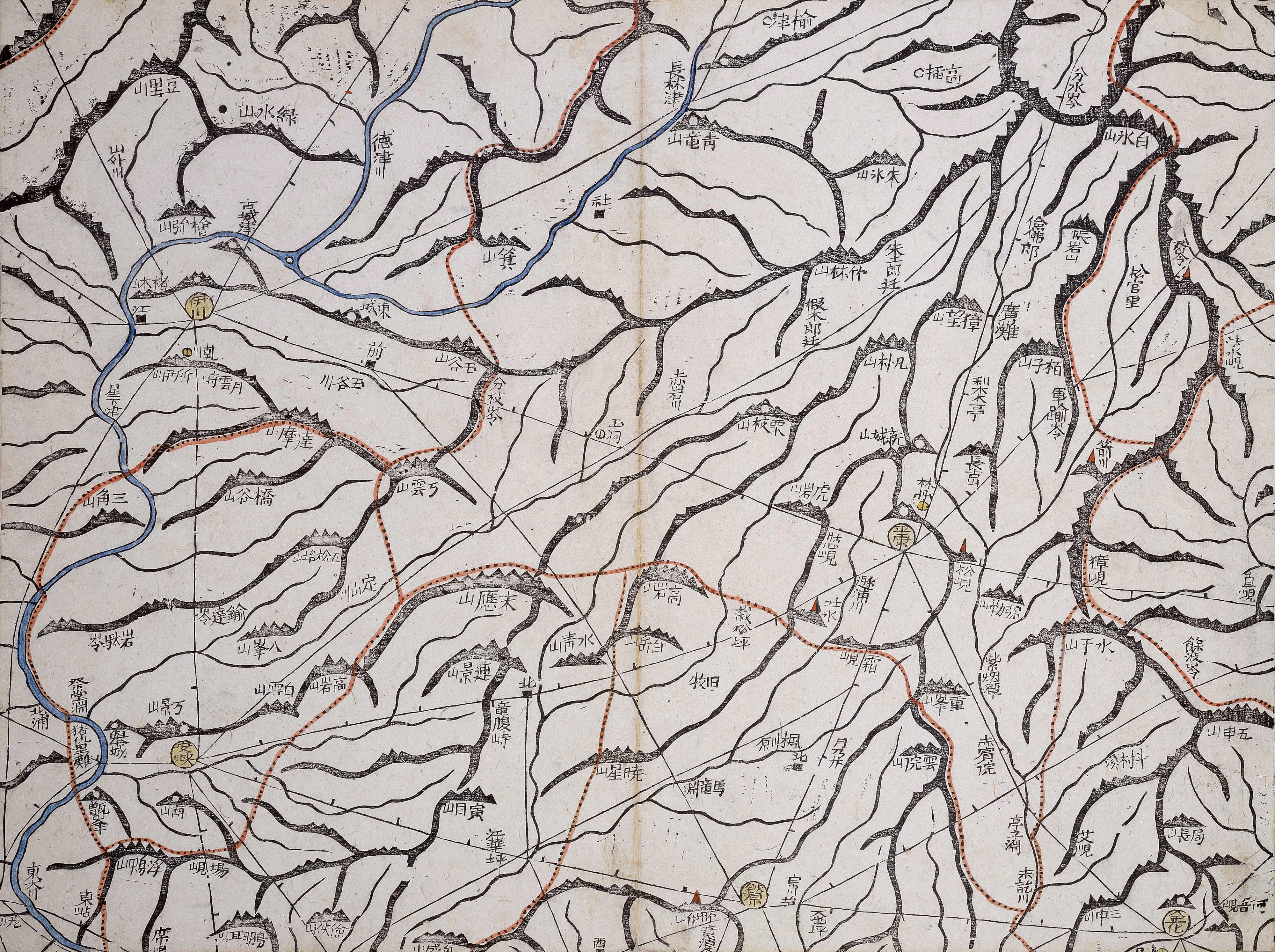
《大東輿地圖》

高句丽稱鐵圓或毛乙冬非。新罗景德王時改稱鐵城。後三國時期弓裔所建後高句麗定都於此。1434年（朝鮮世宗十六年、明宣德九年），由京畿道改隸江原道。1895年5月26日，鐵原郡劃入春川府。1896年8月4日，鐵原郡劃入江原道。1906年，官仁面併入京畿道漣川郡。
1914年（大正3年）4月1日，京畿道朔宁郡馬場面、寅目面、乃文面併入鐵原郡。1917年（大正6年），西邊面更名為鐵原面，於雲洞面更名為於雲面。1931年（昭和6年）4月1日，鐵原面升格為鐵原邑。
1945年9月2日，美国與苏联沿38度線分治朝鮮半島，鐵原郡全域由蘇聯民政廳控制。同月，鐵原邑成為蘇聯民政廳江原道人民委員會所在地，升格為鐵原市。1946年9月5日，咸鏡南道元山市、安邊郡、文川郡併入北邊的江原道，江原道人民委員會遷往元山市，鐵原邑併回鐵原郡。
1953年7月27日，大韓民國在朝鲜战争中取得鐵原邑、葛末面、東松面、新西面、畝長面、於雲面與寅目面南半部，北面榆井里、洪元里，乃文面篤儉里。